# Vernaya
A Vernaya az emlősök (Mammalia) osztályának a rágcsálók (Rodentia) rendjébe, ezen belül az egérfélék (Muridae) családjába tartozó nem.

## Rendszerezés
A nembe az alábbi 1 élő és 4 kihalt faj tartozik:
- Vernaya fulva G. M. Allen, 1927 - típusfaj
- †Vernaya giganta
- †Vernaya prefulva
- †Vernaya pristina
- †Vernaya wushanica

### Fordítás
Ez a szócikk részben vagy egészben  a   Vernaya című angol Wikipédia-szócikk fordításán alapul.  Az eredeti cikk szerkesztőit annak laptörténete sorolja fel. Ez a jelzés csupán a megfogalmazás eredetét és a szerzői jogokat jelzi, nem szolgál a cikkben szereplő információk forrásmegjelöléseként.